# Hamamelididae
Le Hamamelididae (nome spesso utilizzato nella forma non corretta Hamamelidae) sono una sottoclasse delle Magnoliopsida, phylum Magnoliophyta, comprendente i seguenti 11 Ordini, secondo la classificazione di Cronquist:
- Trochodendrales
- Hamamelidales
- Urticales
- Myricales
- Fagales
- Casuarinales
- Juglandales
- Daphniphyllales
- Didymelales
- Eucommiales
- Leitneriales

La caratteristica di questa sottoclasse è che la maggior parte delle famiglie hanno portamento arboreo, carattere primitivo dal punto di vista evolutivo.